# Euselasia lineata
Euselasia lineata är en fjärilsart som beskrevs av Rebillard 1958. Euselasia lineata ingår i släktet Euselasia och familjen Riodinidae. Inga underarter finns listade i Catalogue of Life.